# Balfron
Balfron är en ort i Storbritannien.   Den ligger i kommunen Stirling och riksdelen Skottland, i den nordvästra delen av landet, 600 km nordväst om huvudstaden London. Balfron ligger 71 meter över havet och antalet invånare är 1 605.
Terrängen runt Balfron är kuperad söderut, men norrut är den platt. Runt Balfron är det glesbefolkat, med 16 invånare per kvadratkilometer. Närmaste större samhälle är Milngavie, 14,2 km söder om Balfron. Trakten runt Balfron består i huvudsak av gräsmarker.